# サン・シャモン M21 装輪装軌併用式戦車
サン・シャモン M1921またはサン・シャモン M21（Chenillette St-Chamond Modèle 1921）は、戦間期にフランスで製造された、装輪装軌併用式車両のプロトタイプである。この方式は半装軌車の一種として分類されていた。

## 設計
この装輪装軌式車両のシリーズは、サン＝シャモンに本社を置く、FAMH社（Compagnie des Forges et Acieries of Marine et d'Homecourt）によって開発・製造された。
この車両は、困難な地形では履帯で、または道路上では2組の格納式の車輪で、移動することができた。後方車軸（リアアクスル）に取り付けられた小型の2気筒2馬力(1.5 kW)の補助エンジンは、前方車軸（フロントアクスル）を完全に持ち上げ、後方車軸を部分的に持ち上げるために、必要な力を生み出した。装輪から装軌への移行には、10分かかった。
1920年に完成した最初の試作車である、サン・シャモン M1920は、1人乗りの車両だった。操縦手は銃手を兼ね、6 mm厚装甲の上部構造の内部に座っていた。M1920はオチキス Mle1914 8mm重機関銃で武装し、機関銃は上部構造の前面板に取り付けられ、わずかに右にオフセットされていた。
テストでは、M1920は良好な性能を示し、車輪で28 km/h、無限軌道で6 km/hの速度に達し、30°の傾斜を乗り越え、幅1.7 m、深さ0.7 mの溝を超えることができた。しかし、操縦手と銃手の役割を兼ねることは非常に困難であることがすぐに明らかになったため、乗員をもう1人を追加するために、いくつかの変更が加えられ、2人乗りが以後のサン・シャモン戦車の標準となった。
その後の改造とテストの後、1921年に「サン・シャモン M1921 豆戦車」（※Chenillette シェニレットはフランス語で「豆戦車」の意）という名称で量産が承認された。フランス軍はこの種類の車両を使用することに興味がなかったため、その生産はわずか12輌にとどまった。
M1897 75mm野砲を搭載した自走榴弾砲がフランス陸軍に提示されたが、これも装甲が薄いので戦場には不適切と考えられたため、関心を得られなかった。同時に、車両は他の国に提供され、当初はよく受け入れられた。
1923年、一輌がフィンランドに販売され、そこで多くのテストを受け、機械的な駆動とトランスミッションが高負荷に耐えられないことがすぐに明らかになり、これに加えて乗員が露出した保護の欠如に加えて、武器も限られた射角で威力も弱いと考えられた。これらの欠点により、フィンランドは追加購入を拒否した。この車両は教育目的で使用され、1937年に退役した。
別の車両は、おそらく1924年（大正13年）に日本に販売された。当時、大日本帝国陸軍は装甲偵察車の採用を検討しており、M1921は要件に非常によく適合していた。しかし、最終的に、カーデン・ロイド豆戦車 Mk.VIが、その優れた技術的信頼性のために、選ばれた。
スペインとソビエト連邦が車両を購入した(またはテストのために受け取った)という説もあるが、おそらく、どちらの国も関心を示さず、それ以上の販売がなかったと考えられる。ポーランドは2輌を購入し、その後のテストで、「役に立たない」と評価した。

## 派生型
他に、M1924、M1926、M1928といった、いくつかの試作車が製造されたが、どこにも興味を示されなかった。
サン・シャモン M1924 75mm騎兵自走砲（自走騎砲）
シャーシ後部に後ろ向きにM1897 75mm野砲を搭載した自走榴弾砲。

## 使用国
- フランス
- フィンランド
- ポーランド
- ソビエト連邦
- 大日本帝国
- スペイン